# Ulrich Viefers
Ulrich Viefers (født 26. maj 1972 i Oberhausen) er en tysk tidligere roer.
Viefers' første store internationale resultat kom, da han ved VM i 1993 var med til at vinde bronze i firer med styrmand for Tyskland.
Han var med otteren ved OL 1996 i Atlanta. Tyskerne blev nummer to i indledende heat og vandt derpå sit opsamlingsheat. I finalen var den hollandske båd suveræn og vandt med et forspring på næsten to sekunder ned til tyskerne på andenpladsen, mens den russiske båd blev nummer tre. Mark Kleinschmidt, Roland Baar, Wolfram Huhn, Marc Weber, Detlef Kirchhoff, Thorsten Streppelhoff, Frank Jörg Richter og styrmand Peter Thiede udgjorde resten af tyskernes besætning.

## OL-medaljer
- 1996:  Sølv i otter